# Емре Сакчи
Хусејин Емре Сакчи (тур. Hüseyin Emre Sakçı; Измир, 15. новембар 1997) турски је пливач чија ужа специјалност су трке слободним и прсним стилом. Вишеструки је национални првак и рекордер у великим и малим базенима. 

## Спортска каријера
Сакчи је веома рано научио да плива, још као четворогодишњи дечак, а две године касније почео је да похађа пливачке тренинге. У такмичарски програм улази као осмогодишњак, као члан пливачке секције Ege Üniversitesi из родног Измира. Ради даљег пливачког усаврашавања 2010. одлази у Истанбул, где постаје чланом професионалног пливачког клуба Фенербахче. 
На међународној сцени је дебитовао 2014, на светском првенству у малим базенима у катарској Дохи. Годину дана касније остварује и прве запаженије резултате, прво на Европским играма у Бакуу где осваја два четврта места у финалима на 50 слободно и 50 прсно, а потом и на светском јуниорском првенству у Сингапуру где осваја седмо место у финалу трке на 50 слободно. 
Сениорски деби у великим базенима имао је на европском првенству у Лондону 2016, а годину дана касније по први пут је наступио и на неком од светских првенстава у великим базенима. У Будимпешти 2017. је Сакчи пливао у четири појединачне трке, на 50 и 100 слободно (49. и 48. место у квалификацијама) и 50 и 100 прсно (30. и 40. време квалификација).    
Прву медаљу у сениорској каријери на великим такмичењима, бронзану, освојио је на Медитеранским играма у Тарагони 2018, и то као члан турске штафете на 4×100 слободно. У децембру исте године, на светском првенству у малим базенима у кинеском Хангџоуу у финалу трке на 50 прсно заузима високо пето место, заоставши са трећепласираним Фелипеом Лимом свега 0,09 секунди. 
Други наступ на светским пврнествима у великим базенима је „уписао” у корејском Квангџуу 2019. где сед такмичио у шест дисциплина. Најбољи резултат је постигао у трци на 50 прсно коју је окончао на четвртом месту у квалификацијама, односно на 11. месту у полуфиналу, испливавши у квалификацијама уједно и нови национални рекорд. Трку на 50 слободно је завршио на 32, а ону на 100 слободно на 47. месту. Такође је пливао и у квалификационим тркама штафета 4×100 слободно (21. место), 4×100 мешовито (16. место) и 4×100 слободно микс (14. место).
На европском првенству у малим базенима у Глазгову 2019. освојио је сребрну медаљу у трци на 50 прсно, док је на двсотруко дужој деоници у финалу заузео четврто место.